# Fränkisches Keuper-Lias-Land
Das Fränkische Keuper-Lias-Land ist eine naturräumliche Haupteinheitengruppe des Südwestdeutschen Schichtstufenlandes in Oberfranken, Mittelfranken und, zu geringeren Teilen, im Landkreis Hildburghausen in Südthüringen im Norden. Er bildet innerhalb der Großregion 2. Ordnung des Südwestdeutschen Stufenlandes zusammen mit dem sich südwestlich anschließenden Schwäbischen Keuper-Lias-Land eine Großregion 3. Ordnung.
Wie der Name bereits verrät, fasst der Begriff Landschaften des Keuper (darunter die bekannten Teile des Keuperberglands Haßberge, Steigerwald und Frankenhöhe) und des Lias (Schwarzer Jura) in Franken zusammen. Darüber hinaus gehört das Vorland der Fränkischen Alb, an dem zum Teil Dogger (Brauner Jura) ansteht, zur Haupteinheitengruppe. Auch gehören Teile des ehemaligen Vulkangebiets Heldburger Gangschar zur Landschaft.
Die mit 689 m höchste Erhebung der Haupteinheitengruppe ist der singuläre Hesselberg unmittelbar nördlich des Schwaben- und Frankenalb trennenden Kraters des Nördlinger Rieses.

## Lage und Grenzen
Das Fränkische Keuper-Lias-Land wird im Norden und Westen durch die von Muschelkalk geprägten Gäulandschaften der Mainfränkischen Platten begrenzt, an die sich im Südwesten die Neckar- und Tauber-Gäuplatten anschließen. Im Südwesten folgt das landschaftlich und geologisch ähnliche Schwäbische Keuper-Lias-Land.
In östliche Richtungen geht die Landschaft in die Malm-Hochfläche der Fränkischen Alb über, im Nordosten folgt das Oberpfälzisch-Obermainische Hügelland (vor allem aber das Obermainische Hügelland) als Pufferzone zwischen Frankenalb und Oberpfälzisch-Bayerischerem Wald.
Im Fränkischen Keuper-Lias-Land liegen, vergleichsweise zentral, unter anderem der Verdichtungsraum Nürnberg mit Fürth und Erlangen sowie, nördlich davon, die Städte Bamberg und im nordnordöstlichen Grenzgebiet Coburg.

## Naturräumliche Gliederung
Das Fränkische Keuper-Lias-Land wird als Teil der Großlandschaft Südwestdeutsches Schichtstufenland naturräumlich wie folgt in Haupteinheiten (dreistellig) aufgeteilt:
(in Klammern je die anstehenden Gesteine Keuper (K), Lias (L), und Dogger (D))
- 11 (=D59) Fränkisches Keuper-Lias-Land (9004,20 km²)[1]
  - 110 Vorland der Südlichen Frankenalb (682,50 km²;[1] L, D) bis 689 m (Hesselberg), am Schloßberg 606,7 m, am Flüglinger Berg 641,3 m
    - 110.0 Nördliches Riesvorland
      - 110.00 Öttinger Riesvorhöhen
      - 110.01 Fremdinger Ausraumbecken
      - 110.02 Öttinger Forst
      - 110.03 Wassertrüdinger Wörnitzbogen

    - 110.1 Hesselberggebiet
      - 110.10 Hesselberg-Liasplatten
      - 110.11 Hesselberg-Umland
      - 110.12 Hesselberg

    - 110.2 Hahnenkamm-Vorland
      - 110.20 Hahnenkamm-Liasgürtel
      - 110.21 Hahnenkamm-Vorberge

    - 110.3 Weißenburger Bucht
      - 110.30 Altmühltrichter
      - 110.31 Weimersheimer Platte
      - 110.32 Vorland der Weißenburger Alb

    - 110.4 Vorland der Anlauter Alb[11]
      - 110.40 Thalach-Quellgebiet
      - 110.41 Staufer-Eisensandsteinberge

  - 111 Vorland der Mittleren Frankenalb (516,1 km²;[1] L, D) bis 595 m (Dillberg), am Buchberg 591 m
    - 111.0 Freystädter Albvorland
      - 111.00 Freystädter Albvorland westlich der Schwarzach
      - 111.01 Schwarzachtal
      - 111.02 Freystädter Albvorland östlich der Schwarzach (bis Unterrieden)[12]

    - 111.1 Neumarkter Becken
      - 111.10 Nördliches Neumarkter Becken
      - 111.11 Neumarkter Kiefernforst
      - 111.12 Südliches und westliches Neumarkter Becken
      - 111.13–17 Zeugenberge
        - 111.13 Dillberg (594,7 m)
        - 111.14 Tyrolsberg (574 m)
        - 111.15 Staufer Berg (504 m)
        - 111.16 Buchberg (584 m)
        - 111.17 Sulzbürg (mit Galgen- und Schlüpfelberg; 567 m)

    - 111.2 Altdorfer Albvorland

  - 112 Vorland der Nördlichen Frankenalb (687,00 km²;[1] L, D)[13]
    - 112.0 Bamberger Albvorland; zerfällt auf Blatt Coburg unter anderer Nummerierung in:
      - 112.3* Bamberger Albvorland
        - 112.31* Scheßlitzer Albvorland
        - 112.32* Breitengüßbacher Albvorland

      - 112.4* Staffelsteiner Albvorland
        - 112.40* Zapfendorfer Albvorland
        - 112.41* Wolfsdorfer Albvorland mit Stublanger Lauterbach-Trichter

    - 112.1 Forchheimer Albvorland
    - 112.2 Erlanger Albvorland
    - 112.3 (=112.0* auf Blatt Nürnberg) Laufer Albvorland
      - 112.00* Moritzberg mit Umland

    - 112.5 Erlangen-Forchheim-Strullendorfer Regnitztal
    - 112.6 Bamberg-Hallstadt-Baunacher Tälerknoten
    - 112.7 Staffelstein-Lichtenfelser Maintal[14]
    - 112.8 Linksseitige Regnitz-Randhöhen

  - 113 Mittelfränkisches Becken[15] (3996,10 km²;[1] K)
    - 113.0 Dinkelsbühler und Feuchtwanger Hügelland[16]
      - 113.00 Dinkelsbühler Hügelland
      - 113.01 Königshofener Heide

    - 113.1 Feuchtwanger Becken
    - 113.2 (alt) Feuchtwanger Hügelland[17]
    - 113.2 Ansbacher Hügelland (= 113.1 auf Blatt Bamberg)
      - 113.20 Südliches Ansbacher Hügelland
      - 113.21 Ansbacher Talkessel
      - 113.22 Nördliches Ansbacher Hügelland

    - 113.3 Südliche Mittelfränkische Platten
      - 113.30 Orngau – Gunzenhausener Altmühltal
      - 113.31 Bibert-Schwabach-Rezat-Platten
      - 113.32 Cadolzburger Höhenzug
      - 113.33 Südliches Vorland des Spalter Hügellandes (mit Brombachgrund)
      - 113.34 Östliches Vorland des Spalter Hügellandes
      - 113.35 Rednitzaue

    - 113.4 Spalter Hügelland
      - 113.40 Südliches Spalter Hügelland
      - 113.41 Nördliches Spalter Hügelland
      - 113.42 Spalter Talkessel

    - Zeugenberge
      - 113.43 Abenberger Hügelgruppe (bis 430 m)
      - 113.44 Heidenberg (bis 462 m)

    - 113.5 (= 113.6 auf Blatt Bamberg) Nürnberger Becken mit Sandplatten
      - 113.50 Rother Sandplatten
      - 113.51 Reichelsdorfer Schotterterrasse
      - 113.52 Lorenzer Wald
      - 113.53 Stadtgebiet Nürnberg–Fürth
      - 113.54 Altdorfer Dünengebiet
      - 113.55 Knoblauchsland
      - 113.56 RöthenbacherSandplatte und Pegnitzaue
      - 113.57 Sebalder Stadtwald

    - 113.60 Aurach-Zenn-Platten[18]
    - 113.7 Aischtal und Aischgrund
    - 113.8 Ebrach-Aisch-Platten
    - 113.9 Bamberger Rhät-Lias-Hügelland

  - 114 Frankenhöhe (653,30 km²;[1] K) bis 554 m
    - 114.0 Südliche Frankenhöhe
      - 114.00 Crailsheimer Hardt
      - 114.01 Zwergwörnitzbecken
      - 114.02 Wörnitzbecken
      - 114.03 Sulzachrandhöhen

    - 114.1 Mittlere Frankenhöhe
      - 114.10 Rothenburger Hardt
      - 114.11 Erlbacher Becken
      - 114.12 Gerstenfelder Becken
      - 114.13 Colmberger Becken
      - 114.14 Bucher Höhe

    - 114.2 Nördliche Frankenhöhe
      - 114.20 Hohenecker Höhen
      - 114.21 Petersberg-Virnsberg-Höhen
      - 114.22 Colmberghöhen
      - 114.23 Oberes Zenntal
      - 114.24 Oberes Rezattal
      - 114.25 Lehrberger Tallandschaft

  - 115 Steigerwald (1115,20 km²;[1] K) bis 499 m
    - 115.0 Südlicher (Vorderer) Steigerwald
    - 115.1 Mittlerer Steigerwald
    - 115.0 Nördlicher Steigerwald
      - 115,00 Schwanberg
      - 115.01 Frankenberg

  - 116 Haßberge (194,80 km²;[1] K) bis 512 m
    - 116.0 Südliche Haßberge
      - 116.00 Südliche Haßbergstufe und Dachfläche (= 116.0 auf Blatt Bamberg)
      - 116.01 Breitbrunner Hügelland (= 116.1 auf Blatt Bamberg)
      - 116.02 Priegendorfer Baunach-Randhöhen (= 116.2 auf Blatt Bamberg)

    - 116.1 Mittlere Haßberge (Bettenburger Quersenke)
    - 116.2 Nördliche Haßberge
      - 116.21 Nördliche Haßbergstufe mit Haßbergrücken
      - 116.22 Bundorfer Forst

    - 116.3 Eltmanner Maintal (nur Blatt Bamberg)

  - 117 Itz-Baunach-Hügelland (1177,20 km²;[1] K, L) bis 467 m